# 卡拉斯堡
卡拉斯堡是非洲西南部國家納米比亞的城市，也是卡拉斯區首府，位於首都温得和克以南約710公里，每年平降雨量128毫米，主要經濟活動是牧羊業，2001年人口估計約4,075。
28°01′S 18°45′E / 28.017°S 18.750°E